# Antonaves
Antonaves è un comune francese soppresso e frazione del dipartimento delle Alte Alpi della regione della Provenza-Alpi-Costa Azzurra. Dal 1º gennaio 2016 si è fuso con i comuni di Châteauneuf-de-Chabre e Ribiers per formare il nuovo comune di Val-Buëch-Méouge.

## Storia
Nel 960, Adelaide di Borgogna, sorella di Corrado il Pacifico re di Arles, concesse ai monaci dell'abbazia di Montmajour la terra di Antonaves per fondarvi un convento il cui priore divenne signore del luogo.
Nel 1152, la parrocchia di Antonaves venne dedicata alla Madonna.
Nel 1338, fu conquistata da Guillaume de Mévouillon.
Nel 1351, il Delfino prese la comunità di Antonaves sotto la sua protezione.
Nel 1390 venne saccheggiata dall'esercito di Raimondo di Turenna.
Nel XVI secolo venne eretta una cappella dedicata a san Eutropio e divenne un luogo di pellegrinaggio.
Nel XVII secolo Antonaves venne posta sotto il patronato di San Pietro in Vincoli.
I comuni di Antonaves, Châteauneuf-de-Chabre e Ribiers si sono uniti il 1º gennaio del 2016 per formare il nuovo comune di Val-Buëch-Méouge.

### Simboli
Lo stemma del comune si presentava:
Adottato il 30 gennaio 1961. La pecora simbolizza l'allevamento degli ovini, che è la principale attività del comune, posta sotto una stella (Venere) e una luna crescente per rappresentare  la speranza e la prosperità.

## Società

### Evoluzione demografica
Abitanti censiti